# Свемирски брод Свитац
Свемирски брод Свитац (енгл. Firefly) америчка је свемирскa-вестерн телевизијска серија аутора, писца и режисера Џоса Видона. Видон је такође обављао улогу извршног продуцента, заједно са Тимом Мајнером. Серија је постављена у 2517. години, након доласка људи на нови звездани систем и прати авантуре групе одметника брода Спокој, свемирски брод насловне класе Свитац. Ансамблске улоге тумаче девет ликова који живе на Спокоју. Видон је објаснио серију као „девет људи који гледају у црнило свемира и виде девет различитих ствари.”
Серија је премијерно емитована од 20. септембра до 20. децембра 2002. на каналу Fox у Сједињеним Државама. Серија је отказана након што је емитовано 11 од укупно 14 епизода. У Србији, серија се емитовала од 16. фебруара до 11. априла 2020. године на каналу Нова, титлована на српски језик. Титлове је радио студио Блу хаус.
Након отказивања серије снимљен је филмски наставак, Свемирски брод Спокој, који је премијерно приказан 2005. године.

## Премиса
Радња серије је смештена у будућност, у 26. веку у коме је људска врста населила нови звездани систем, а планете насељене људима налазе се под контролом снажне централне власти познате као Алијанса. Девет главних ликова представљају шаролику групу људи који су се нашли на Спокоју, шверцерском свемирском броду класе Свитац, као посада или путници, а којима је заједничко да сви на свој начин покушавају да живе слободно.
Главни јунак је капетан и власник брода, Малколм „Мал” Рејнолдс, антихерој златног срца сличан Хану Солоу. Мал и његова прва официрка Зои Вошберн, које повезује снажно платонско пријатељство, ветерани су грађанског рата који су изгубили борећи се на страни Независних, такозваних „Смеђих капута”, који нису желели да се потчине Алијанси. Ово је један од бројних елемената преузетих из класичних вестерна, где су губитници Америчког грађанског рата били често протагонисти, али са изврнутим политичко-социјалним поставкама: „Смеђи капути”, којима припадају Мал и Зои, су против ропства, аристократског друштва и неједнакости.
Снажна, ћутљива и стоична Зои је у срећном браку са причљивим, духовитим и симпатичним пилотом Хобаном Вошберном, званим „Вош”. Остатак посаде чине млада механичарка Кејли, ведра, непосредна и комуникативна девојка, и снагатор Џејн Коб, плаћеник кога занима само новац, коме је најдража његова пушка, коју зове „Вера”.
Стална путница брода је Инара Сера, која је професионална сапутница, образована и отмена куртизана високе класе. У свету у коме она живи, у питању је поштована професија која се не своди на секс, већ укључује и психолошку и емоционалну помоћ клијентима, које она има слободу да бира. Инара и Мал имају пословни договор – он јој за новац обезбеђује превоз до клијената на разним планетама. Између њих постоји снажна сексуална тензија.

## Улоге
| Глумац         | Улога                          |
| -------------- | ------------------------------ |
| Нејтан Филион  | капетан Малколм „Мал” Рејнолдс |
| Џина Торес     | Зои Вошберн                    |
| Алан Тјудик    | Хобан „Вош” Вошберн            |
| Морена Бакарин | Инара Сера                     |
| Адам Болдвин   | Џејн Коб                       |
| Џул Стејт      | Кејвинет „Кејли” Фрај          |
| Шон Мар        | др Сајмон Тем                  |
| Самер Глау     | Ривер Тем                      |
| Рон Глас       | свештеник Деријал Бук          |

## Епизоде
| Бр. еп. | Наслов                | Редитељ          | Сценариста               | Премијера            | Прод. код | Гледаност у САД (милиони) |
| --- | --------------------- | ---------------- | ------------------------ | -------------------- | --------- | ------------------------- |
| 1 | Спокој                | Џос Видон        | Џос Видон                | 20. децембар 2002.   | 1AGE79    | 4,16                      |
| Капетан Малколм „Мал” Рејнолдс и његова посада на свемирском броду Спокој незаконито узима терет са једног напуштеног брода. Пошто је Алијанса обележила терет, а њен брод приметио застарели брод класе Свитац како напушта место догађаја, Малов посредник Беџер одбија да преузме робу, па Мал мора да пронађе другог купца. Да би зарадили додатни новац, посада прихвата путнике: свештеника Бука, Сајмона Тема и Лоренса Добсона. На путу до новог купца, Пејшенс, испоставља се да је Добсон тајни агент Алијансе који прати Сајмона. Покушава да га ухапси, али га посада заробљава. Сајмон открива да је његова генијална сестра, Ривер Тем, која је сакривена у његовом пртљагу, била жртва експеримената Алијансе и да покушава да је прокријумчари на сигурно. Пејшенс покушава да опљачка Мала, али он након обрачуна ипак узима исплату. Лоренс успева да побегне и узима Ривер за таоца, али га Мал убија и нуди уточиште Сајмону и Ривер на броду. |                       |                  |                          |                      |           |                           |
| 2 | Посао са возом        | Џос Видон        | Џос Видон и Тим Мајнир   | 20. септембар 2002.  | 1AGE01    | 6,20                      |
| Злогласни криминални вођа Аделај Ниска унајмљује посаду брода Спокој да опљачка воз и преузме неименовани терет. Посада може да пребаци товар на брод који лети изнад, али Мал и Зои Вошберн су приморани да остану на возу. Убрзо откривају да су украли лекове који су очајнички потребни локалном становништву. Посада се расправља да ли да ипак испоручи робу Ниски. На крају, одлучују да прво кроз обману спасу Мала и Зои. Мал потом доноси одлуку да врати лекове. Међутим, Нискини људи им улазе у траг. Након што убију неке од њих и заробе остале, Мал и Зои испоручују лекове онима којима су потребни и враћају Ниски његов новац. |                       |                  |                          |                      |           |                           |
| 3 | Пресретнути           | Тим Мајнир       | Тим Мајнир               | 27. септембар 2002.  | 1AGE02    | 5,47                      |
| Посада открива напуштен брод који су напали Риверси и на Спокој доводе јединог преживелог. Убрзо затим, крстарица Алијансе наређује Спокоју да се прикључи. Сајмон и Ривер се крију како би избегли хапшење, док остатак посаде бива испитан. Командант Харкен из Алијансе одбија да поверује у постојање Риверса и одлучује да оптужи посаду за напад на брод и убиство његових путника. Међутим, преживели путник напада и убија неколико чланова Алијансе, а затим бежи назад на Спокој. Мал убеђује Харкена да му дозволи да помогне у лову на преживелог. Убија га, чиме спасава Харкенов живот, након чега посада бива пуштена. |                       |                  |                          |                      |           |                           |
| 4 | Забава                | Верн Гилум       | Џејн Еспенсон            | 1. новембар 2002.    | 1AGE03    | 4,28                      |
| Инару Серу ангажује Атертон Винг, једног од њених редовних клијената, и она га прати на свечани бал. Истовремено, Беџер унајмљује Мала да се на истом балу нађе са једним контактом и покуша да договори кријумчарски посао. Када Мал удари Атертона због начина на који се односи према Инари, несвесно га изазива на двобој мачевима. Атертон је вешт мачевалац и дуелиста. Инара покушава да преко ноћи научи Мала како да рукује мачем. Упркос свим очекивањима, Мал побеђује у двобоју. Контакт, који лично не воли Атертона, пристаје да унајми посаду за кријумчарење стоке до Руба. |                       |                  |                          |                      |           |                           |
| 5 | Безбедни              | Мајкл Гросман    | Дру З. Гринберг          | 8. новембар 2002.    | 1AGE04    | 4,68                      |
| Посада испоручује стоку до Руба, али Бук је тешко рањен када се нађу усред пуцњаве. У исто време, Сајмона и Ривер киднапују мештани док разгледају град. Мал одлучује да их остави и потражи помоћ за Бука. У очају, обраћају се броду Алијансе. Иако је у почетку непријатељски настројен, официр Алијансе ипак пружа медицинску помоћ након што види Букову идентификацију. У међувремену, испоставља се да отмичари припадају заједници којој је очајнички потребан прави доктор, и Сајмон се нада да су он и Ривер пронашли уточиште. Међутим, религиозни становници верују да је Ривер вештица и покушавају да је спале на ломачи. Спокој се враћа у последњем тренутку и спасава их. Када Сајмон пита Мала зашто се вратио, капетан му одговара да су он и Ривер део посаде. |                       |                  |                          |                      |           |                           |
| 6 | Наша госпођа Рејнолдс | Вонди Кертис Хол | Џос Видон                | 4. октобар 2002.     | 1AGE05    | 4,87                      |
| Након што заврше посао у једном малом насељу, током прославе, Мал сазнаје да је несвесно оженио младу жену по имену Сафрон, која је била део исплате. Иако Мал тврди да нису у браку, Сафрон је решена да игра улогу поданичке супруге. Међутим, Сафрон није онаква каква се чини. Она касније удара Мала, подешава Спокој на курс који води ка бродовима који раскидају и уништавају летелице, и бежи у шатлу. Посада једва успева да побегне. |                       |                  |                          |                      |           |                           |
| 7 | Џејнстаун             | Марита Грабијак  | Бен Едланд               | 18. октобар 2002.    | 1AGE06    | 4,30                      |
| Спокој слеће на планету да се сретне са својим следећим контактом. Иако Џејн Коб тврди да је тамо тражен, сви су шокирани када сазнају да га локално становништво сматра народним херојем. Мал покушава да искористи Џејнов статус као дистракцију како би пребацио прокријумчарену робу кроз град. Међутим, магистрат Хигинс пушта Џејновог бившег саучесника, Стича Хесијана, ког је Џејн оставио пре много година током неуспеле пљачке, а који сада тражи освету. Стич се јавно суочава са Џејном, откривајући да је оно у што становници града верују нетачно. Стич пуца, али један мештанин скочи испред Џејна и гине. Џејн убија Стича и апелује на људе да престану да га гледају као хероја. Спокој је „закључан” по Хигинсовој наредби како би покушали да ухвате Џејна. Његов 26-годишњи син Фес, подстакнут од Инаре да се избори за себе након што је са њом изгубио невиност, наређује да се брод откључа и Спокој одлази. |                       |                  |                          |                      |           |                           |
| 8 | Без горива            | Дејвид Соломон   | Тим Мајнир               | 25. октобар 2002.    | 1AGE07    | 4,38                      |
| Експлозија на Спокоју тешко оштећује мотор и систем за одржавање живота. Са само неколико сати преосталог кисеоника, Мал наређује посади да напусти брод у два шатла, док он остаје на броду у нади да ће успети да контактира неки брод у пролазу. У серији флешбекова, Мал убеђује Зои, Џејна, Инару, Хобана Вошберна и Кејли Фрај да се придруже његовој посади. У садашњости, Мал успева да контактира брод и обезбеди део који је потребан за поправку мотора, иако га капетан другог брода упуца у неуспелом покушају да преузме Спокој. У ономе што изгледа као његов последњи чин, Мал поправља брод и пада. Посада се враћа на Спокој на време да спасе Малов живот. |                       |                  |                          |                      |           |                           |
| 9 | Аријел                | Алан Крукер      | Хосе Молина              | 15. новембар 2002.   | 1AGE08    | 4,49                      |
| Док чекају на планети Аријел, Сајмон унајмљује посаду да му помогне да прокријумчари Ривер у локалну болницу ради детаљне дијагностике. У замену за то, рећи ће им како да из болнице украду вредне лекове. Када уђу у болницу, Џејн покушава да преда Сајмона и Ривер у замену за награду. Међутим, официр Алијансе хапси и Џејна да би задржао награду за себе. Посада бежи, али Мал схвата да је Џејн издао Сајмона и Ривер. Мал организује да Џејн остане на отовреном када Спокој напусти атмосферу планете, али га потом пушта да живи када покаже кајање. |                       |                  |                          |                      |           |                           |
| 10 | Ратне приче           | Џејмс Контнер    | Шерил Кејн               | 6. децембар 2002.    | 1AGE09    | 3,85                      |
| Изнервиран чињеницом да Зои и Мал имају непоколебљиву везу као ратни ветерани, Вош захтева да замени своју жену на наизглед рутинској мисији. Мал невољно дозволи Вошу да пође са њима. Њих двојицу заробљава Ниска, који жели да поправи свој углед након што они нису успели да заврше пљачку коју је наручио у епизоди „Посао са возом”. Зои има довољно новца да откупи само једног од њих. Без оклевања, она одлучује да ослободи Воша. Посада се уједињује да спаси Мала. |                       |                  |                          |                      |           |                           |
| 11 | Отпад                 | Верн Гилум       | Бен Едланд и Хосе Молина | 21. јул 2003. (УК)   | 1AGE12    | N/A                       |
| Када Сафрон поново наиђе на Мала, она га замоли да јој помогне да украде драгоцено антиквитетно оружје од једног богатог човека. Када Мал и Сафрон уђу у његов дом, бивају откривени, а испоставља се да је тај човек у браку са Сафрон. Иако човек на почетку изгледа као да није свестан ситуације, он је упознат са Сафронином правом природом и већ је позвао полицију. Мал и Сафрон беже, али Сафрон издаје Мала, остављајући га голог у пустињи, и покушава да узме оружје. Међутим, Инара долази прва. Она затвара Сафрон у контејнер за складиштење где ће је пронаћи полиција, а посада бежи са оружјем. |                       |                  |                          |                      |           |                           |
| 12 | Порука                | Тим Мајнир       | Џос Видон и Тим Мајнир   | 28. јул 2003. (УК)   | 1AGE13    | N/A                       |
| Мал и Зои примају пошиљку са телом Трејсија, саборца с којим су се борили у Бици за Ду-Канг, и покушавају да испуне његову последњу жељу да буде враћен кући. Међутим, корумпирани официр Алијансе захтева да им предају тело и робу коју је војник кријумчарио. Током претраге тела, откривају да је Трејси жив и да кријумчари органе. Трејси је претходно преварио своје послодавце, али су они убили његовог новог купца. Мал је на крају принуђен да га убије како би заштитио посаду, а Бук уцењује официра да их остави на миру. Мал и Зои односе Трејсијево тело кући његовој породици. |                       |                  |                          |                      |           |                           |
| 13 | Златно срце           | Томас Џ. Рајт    | Брет Метјуз              | 4. август 2003. (УК) | 1AGE10    | N/A                       |
| Ненди, стара Инарина пријатељица и бивша „пратња”, води бордел без дозволе на пустој планети. Бордел често посећује Ренс Берџес, тирански владар који држи заједницу у екстремној беди како би могао да влада као дивљи каубој. Берџес, чија жена је неплодна, верује да је трудна проститутка по имену Петалин носи његово дете. Са обећањем да ће узети дете када се роди, Ненди контактира Инару и пита је да ли посада Спокоја може да помогне у одбрани њеног локала. Мал пристаје, али при доласку схвата да су Берџесови коњаници сувише јаки да би се суочили са њима и саветује Ненди и њене раднице да одмах напусте планету. Ненди одбија да изгуби свој бордел од Берџеса, а њена решеност импресионира Мала довољно да охрабри посаду да остану и боре се против Берџеса. Ненди и Мал проводе ноћ заједно, а Петалин се порађа. Иако је Инара наизглед задовољна што је Мал превазишао своје интимне проблеме, заправо је сломљена јер је њена љубав према њему остала неузвраћена. Уз помоћ посаде, Берџесове снаге су поражене, а Петалин убија Берџеса, али Ненди гине током борбе. Касније, Инара признаје Малу да жели да напусти Спокој.                                                                          |                       |                  |                          |                      |           |                           |
| 14 | Објекти у свемиру     | Џос Видон        | Џос Видон                | 13. децембар 2002.   | 1AGE11    | 4,08                      |
| Ривер телепатски чује најдубља осећања чланова посаде. Када подигне оружје у товарној просторији Спокоја (које она перципира као грану), остали разматрају да ли је превише опасна да остане на броду. Ловац на уцене Џубал Ерли потајно се укрцава на брод, с намером да добије награду расписану за Ривер и Сајмона. Ерли онемогућава посаду и приморава Сајмона да му помогне да пронађе Ривер, која је наизглед нестала. Током претраге брода, Ерли цитира егзистенцијалну филозофију, тврдећи да није негативац, већ само мотивисан да ради оно што је потребно. Риверин глас се појављује на системима за озвучење, тврдећи да се истопила и спојила се са бродом. Ерли јој не верује, али глас делује свезнајући, знајући детаље о Ерлијевом деликтном понашању. Глас разматра да Ерли ужива у насиљу и да није само мотивисан да буде насилан. Потајно, глас појединачно покреће посаду у плану да отерају Ерлија са брода. Ерли схвата да је Ривер ускочила у његов сопствени свемирски брод. Она му говори да ће поћи са њим добровољно. Враћајући се ка свом броду да се јој придружи, Ерлија у заседи напада Мал, који га гурне у свемир – извршавајући Риверин план. Посада прихвата Ривер, а Ерли плута сам у свемиру. |                       |                  |                          |                      |           |                           |